# 230728 Tedstryk
230728 Tedstryk è un asteroide della fascia principale esterna. Scoperto nel 2003, presenta un'orbita caratterizzata da un semiasse maggiore pari a 3,080013 UA e da un'eccentricità di 0,224511, inclinata di 0,967421° rispetto all'eclittica.
Theodore Stryk è un filosofo americano ed esperto di immagini planetarie presso il Roane State Community College. Ha fornito la sua competenza per la creazione di immagini, che sono state utilizzate dal team New Horizons della NASA durante l'esplorazione di Plutone e Arrokoth. Queste immagini sono state ampiamente apprezzate dal grande pubblico.